# یودایاموداین
یودایاموداین (به انگلیسی: Udayamudaiyan) یک روستا در هند است که در Pattukkottai Taluk واقع شده‌است.

## خصوصیات
یودایاموداین ۵۲۸ نفر جمعیت دارد.